# 205 Live (marca da WWE)
205 Live foi uma marca da promoção americana de wrestling profissional WWE, criada em novembro de 2016 e descontinuada em fevereiro de 2022. Marcas são divisões do elenco da WWE onde os lutadores são designados para atuar semanalmente quando uma extensão de marca está em vigor. Os lutadores designados para o 205 Live apareceram principalmente no programa semanal de televisão da marca, 205 Live . De outubro de 2019 a fevereiro de 2022, a marca serviu como uma submarca do território de desenvolvimento da WWE, NXT, o que permitiu que 205 lutadores ao vivo também aparecessem em seu programa, NXT.
205 Live originalmente centrado apenas em lutadores masculinos que foram promovidos como pesando 205 libras. e sub-designados pela WWE como cruiserweights . A divisão cruiserweight foi revivida pela WWE em 2016 e era originalmente exclusiva da marca principal da promoção, Raw, com 205 Live servindo como um show suplementar para os lutadores cruiserweight do Raw até que 205 Live foi estabelecido como sua própria marca independente em abril de 2018. 205 Live então se fundiu com a NXT em outubro de 2019. Após a fusão, o show 205 Live apresentou lutas femininas e, ocasionalmente, algumas lutadoras não-cruiserweight do NXT e NXT UK. Em fevereiro de 2022, o programa 205 Live foi substituído pelo NXT Level Up, marcando o fim da marca 205 Live.

## História

### 2016–2019
WWE 205 Live foi estabelecido após o sucesso do torneio Cruiserweight Classic para apresentar lutadores que competiram no torneio e outros que se tornaram membros em tempo integral da revivida divisão cruiserweight da WWE (a divisão cruiserweight original foi dissolvida em 2007). Paul "Triple H" Levesque, produtor executivo e lutador da WWE, afirmou que a marca foi projetada para servir como uma vitrine para a divisão, com seu próprio toque e estilo distintos em comparação com outras marcas da WWE.
A marca Raw foi originalmente estabelecida como sede exclusiva da divisão durante a extensão da marca de 2016, com todos os cruiserweights sendo atribuídos ao Raw após o draft da WWE de 2016. Ainda sob a marca Raw, o show 205 Live estreou em 29 de novembro de 2016; o evento principal do episódio inaugural viu Rich Swann derrotar The Brian Kendrick pelo WWE Cruiserweight Championship. Cruiserweights apareceria no Monday Night Raw e no 205 Live pelo próximo ano e meio. No entanto, após a WrestleMania 34 em 2018, os lutadores cruiserweight deixaram de aparecer no Raw, tornando-se exclusivos do 205 Live e estabelecendo assim a marca 205 Live como uma marca separada do Raw.

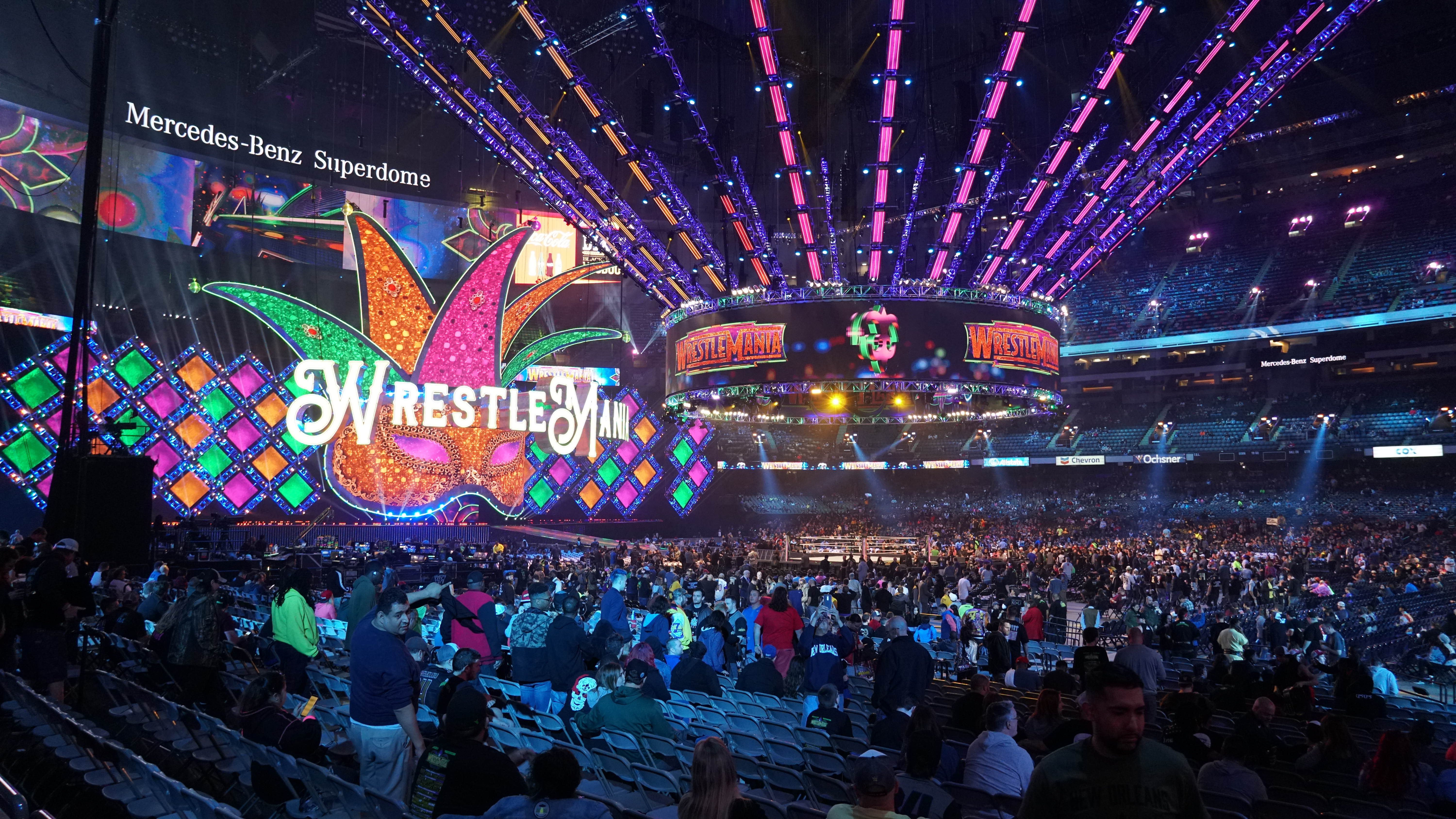
Após a WrestleMania 34, 205 Live foi lançada como uma marca independente.

Em janeiro de 2018, Triple H assumiu o lado criativo do 205 Live. Em 30 de janeiro de 2018, Drake Maverick foi anunciado como o primeiro Gerente Geral na tela. Maverick anunciaria um torneio de 16 homens pelo vago WWE Cruiserweight Championship, que foi vencido por Cedric Alexander . Assim que o torneio começou, a divisão cruiserweight da WWE começou a lutar exclusivamente no 205 Live e deixou de aparecer no Raw com exceções selecionadas. Ou seja, Lucha House Party (Kalisto, Gran Metalik e Lince Dorado) começou a competir na divisão de tag team do Raw, enquanto Lio Rush e Drake Maverick começaram a gerenciar as estrelas do Raw Bobby Lashley e AOP (Akam e Rezar), respectivamente, e ocasionalmente competindo em partidas no Cru . Mesmo que Maverick tenha retratado um heel enquanto gerenciava AOP no Raw, ele era um gerente geral facial no 205 Live.
Embora o 205 Live tenha sido separado do Raw, a marca ainda apareceu em vários dos principais eventos pay-per-view (PPV) da WWE com Raw e SmackDown até o final de 2019. O Clash of Champions daquele ano foi o último PPV do elenco principal da WWE a incluir uma luta 205 Live.

### 2019–2022
Antes de a NXT se mudar para a USA Network em setembro de 2019, o chefe da NXT, Triple H, conversou com a Newsweek e disse que "Você começará a ver 205 [Live] começar a" se tornar parte da NXT. Ele disse que o talento do 205 Live começaria a se mover em direção ao NXT, que o 205 Live "se perderia no limbo" e que o Cruiserweight Championship teria mais significado no NXT, onde poderia criar mais oportunidades para os lutadores cruiserweight. Foi então relatado que a equipe criativa do NXT ficaria responsável pelo 205 Live. No mês seguinte, o título começou a ser defendido no NXT e foi renomeado para NXT Cruiserweight Championship, passando oficialmente a fazer parte da marca NXT.
Desde 18 de outubro de 2019, o 205 Live passou a incluir talentos do NXT e vice-versa. Em 12 de abril de 2020, Maverick competiria no torneio Interim NXT Cruiserweight Championship, enquanto foi substituído como Gerente Geral por William Regal, que também atuou como Gerente Geral do NXT.
Em 14 de agosto de 2020, foi relatado que o lutador profissional aposentado e atual produtor da WWE Adam Pearce e Dewey Foley, filho de Mick Foley, estavam encarregados de produzir 205 Live.
Em junho de 2021, o elenco da marca diminuiu significativamente devido à dispensa de vários lutadores; incluindo Ariya Daivari, The Bollywood Boyz (Samir Singh e Sunil Singh), Ever-Rise (Jeff Parker e Matt Lee), August Grey, Curt Stallion e o ex-campeão Cruiserweight Tony Nese. Em agosto de 2021, Jake Atlas, Asher Hale e Ari Sterling também foram libertados.
Em 4 de janeiro de 2022, como parte do episódio New Year's Evil do NXT 2.0, o NXT Cruiserweight Championship foi unificado com o NXT North American Championship. O Cruiserweight Championship foi imediatamente retirado após a luta, com o vencedor avançando como Campeão Norte-Americano. No dia seguinte, o gerente geral do 205 Live, William Regal, foi dispensado da WWE. Em 15 de fevereiro, o PWInsider informou que a WWE estava encerrando a produção de 205 episódios Live, substituindo a série por NXT Level Up, que estreou no antigo horário de sexta à noite ' 205 Live em 18 de fevereiro Isso marcou o fim da marca 205 Live.

## Campeonatos

### Campeonatos anteriores
| Campeonato                     | Campeão(es) final(is) | Reinado | Data vencida         | Localização      | Notas                                                                                       | Ref.   |
| ------------------------------ | --------------------- | ------- | -------------------- | ---------------- | ------------------------------------------------------------------------------------------- | ------ |
| NXT Cruiserweight Championship | Carmelo Hayes         | 1       | 4 de janeiro de 2022 | Orlando, Flórida | Derrotou Roderick Strong para unificar o campeonato com o NXT North American Championship . | [ 23 ] |

### Outros campeonatos utilizados pelo 205 Live
| Campeonato          | Campeão(es) final(is) reconhecido(s) pelo 205 Live | Reinado | Data vencida            | Localização      | Notas                                                           | Ref.   |
| ------------------- | -------------------------------------------------- | ------- | ----------------------- | ---------------- | --------------------------------------------------------------- | ------ |
| Campeonato WWE 24/7 | Reggie                                             | 3       | 14 de fevereiro de 2022 | Indianápolis, IN | Prendeu Dana Brooke em um restaurante para ganhar o campeonato. | [ 25 ] |